# Bohdan Lepky

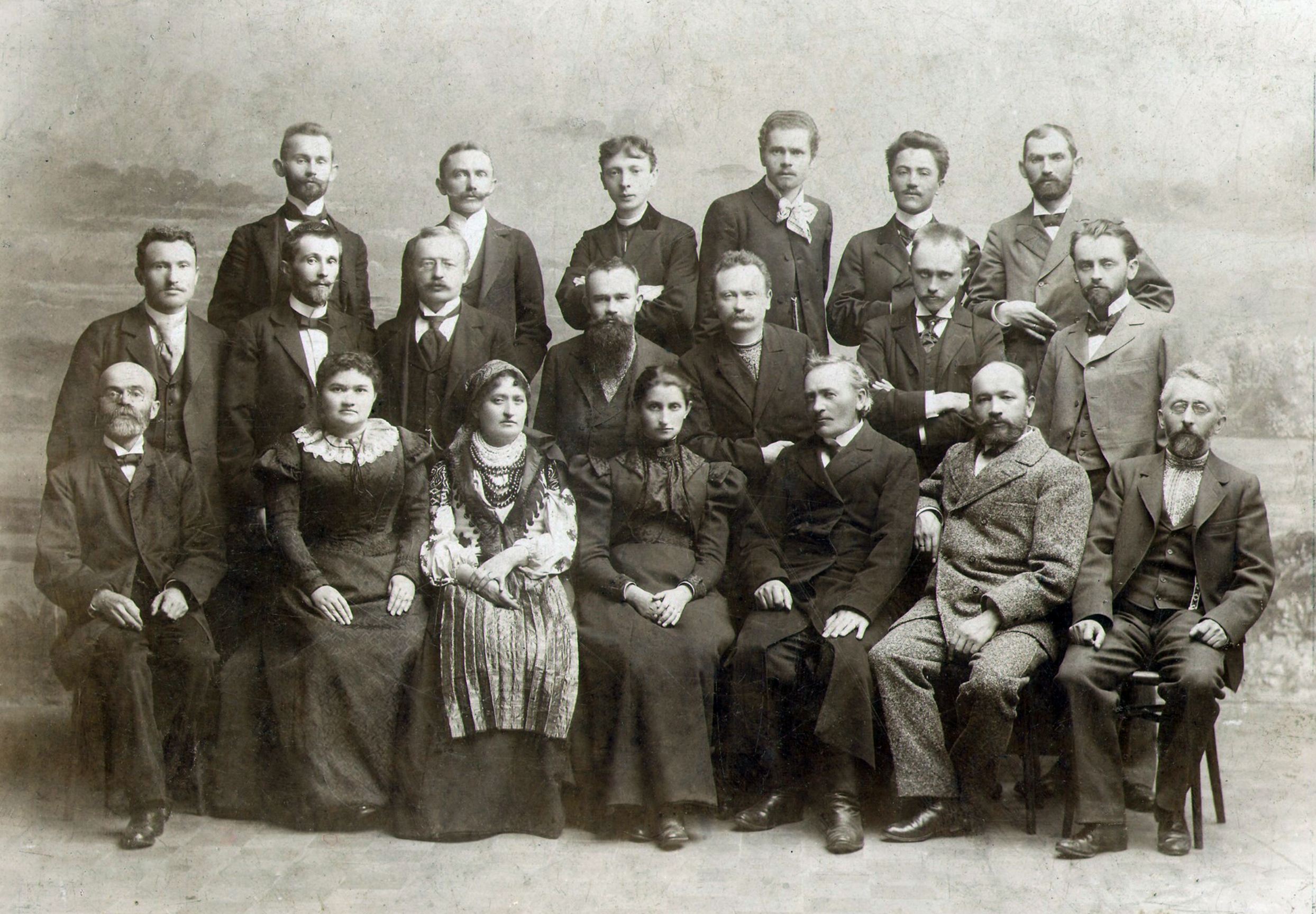
Le conseil d'administration et les membres de la société scientifique Chevtchenko célébrant le de la publication de lÉnéide d'Ivan Kotliarevsky à Lviv, le 31 octobre 1898. Assis au premier rang : Mykhaïlo Pavlyk, Ievhenia Iarochynska, Natalia Kobrynska, Olha Kobylianska,,,. Au deuxième rang :, Volodymyr Hnatiouk, Ossyp Makoveï, Mykhaïlo Hrouchevsky, Ivan Franko, Oleksandr Kolessa, Bohdan Lepky. Debout au troisième rang :, Filaret Kolessa,, Ivan Trouch,,.

Bohdan Teodor Nestor Lepky est un écrivain, poète, érudit, personnalité publique et artiste ukrainien. Il est né le 9 novembre 1872 dans le village de Krohulets, dans la maison où a vécu l'insurgé polonais Bogdan Jarocki.

## Éducation
À l'âge de six ans, Bohdan est envoyé à l'école normale de Berezhany (en français Berejany), où il entre en deuxième année. En 1883, il commence à fréquenter le Gymnasium de la même ville.
Lepky se souviendra plus tard que la plupart des jeunes étudiants ukrainiens et polonais se distinguent par leur tolérance ethnique[Quoi ?], leur respect mutuel, leur ouverture d'esprit et leur participation active à des chorales, des productions théâtrales et des concerts avec un répertoire de productions à la fois polonaises et ukrainiennes[style à revoir]
Après avoir terminé le Gymnasium en 1891, Lepky est admis à l'Académie des arts de Vienne, qu'il quitte au bout d'un an pour poursuivre des études de littérature. Il entre ensuite à l'université de Lviv, où il étudie l'histoire et la littérature ukrainiennes, et fait partie de la société Vatra et de la chorale Boyan avant d'obtenir son diplôme en 1895[2]. Il retourne ensuite au gymnase de Berezhany (en français Berejany) en tant que professeur de langue et de littérature ukrainiennes et allemandes.

## Années à Cracovie
Lepky s'installe à Cracovie en 1899 lorsque l'université Jagellonne lance une série de conférences sur la langue et la littérature ukrainiennes et offre une chaire à Lepky, qui y restera jusqu'à la fin de sa vie.
À Cracovie, Lepky habite au 28, Ulica Zielona (en français, rue Zielona, rue Verte), où il reçoit de nombreux autres universitaires ukrainiens[1], dont Kyrylo Studynsky (en français, Kyrylo Stoudinsky), Vasyl Stefanyk (en français, Vassyl Stefanyk), Vyacheslav Lypynsky (en français, Viatcheslav Lipinsky), Mykhailo Zhuk (en français, Mykhaïlo Jouk), Mykhailo Boychuk (en français, Mykhaïlo Boïtchouk), parmi d'autres. Lepky s'est également entretenu avec des artistes polonais tels que Kazimierz Tetmajer (1865-1940, en français, Kazimierz Przerwa-Tetmajer ; poète et prosateur, auteur du roman historique Légende des Tatras, en français La Légende des Tatras), le dramaturge et peintre Stanisław Wyspiański, et le poète Władysław Orkan.
Lepky est surtout connu pour sa traduction polonaise de l'ancienne chronique ukrainienne Słowo o pułku Igora (Le récit de l'hôte d'Ihor, 1905; elle-même basé sur Le Dit de la campagne d'Igor, datant de l'époque du Rus' de Kiev, époque où la langue ukrainienne n'existait pas), et pour le poème "Zhuravli" (Журавлі, transcription française: Jouravli, Cranes [Grues, d'après les traducteurs méticuleux], 1910), devenu célèbre sous la forme de la chanson "Tu vois, mon frère, mon ami, le cordon gris des grues qui s'envolent au loin." Lepky a déclaré plus tard que l'une des pièces de Wyspiański l'avait incité à composer Zhuravli : "À l'automne 1910, à Cracovie, je rentrais chez moi après avoir assisté à une représentation théâtrale de la pièce Noc Listopadowa de Wyspianski (Wyspiański). Les feuilles flétries bruissaient sous mes pieds et les grues en partance jouaient de la trompette dans les hauteurs. Le poème semblait venir de lui-même, sans que je le sache ou que j'y mette du mien. Mon frère Lev Lepky l'a mis en musique".

## Travaux littéraires
- Grues (Tu vois, mon frère - ukrainien : Видиш, брате мій)d[pas clair] - 1910 - le poème est devenu connu sous le nom de chanson ("Tu vois, mon frère, mon ami, un chapelet gris de grues qui s'élèvent haut dans le ciel...").
- Chanson principale (ukrainien : Заспів)
- Mazepa (ukrainien : Мазепа) - à propos d'Ivan Mazepa, hetman ukrainien
- Loin de la vie, petit chagrin (ukrainien : Набік життя журбо дрібна)
- J'ai perdu contact avec toi (poème en prose) - 1906 - 2
- Nastya (ukrainien : Настя) - 1897 - 12
- Dans la forêt (ukrainien : В лісі)- 1896 - 9
- Vengeance (ukrainien : Помста) - 1901
- Trois portraits - un livre de mémoires dans lequel il raconte ses rencontres et ses relations créatives avec Ivan Franko et Vassyl Stefanyk et de nombreux souvenirs sur Władysław Orkan.
- Stricha (ukrainien : Стріча) - 1899 [6]